# Amstetten Falcons
Sportunion CityCenter Amstetten Falcons ist eine im Jahr 1986 unter dem Namen UBBC Amstetten gegründete österreichische Basketballmannschaft aus Amstetten.

## Überblick
Seit der Saison 2002/03 trägt die Mannschaft ihren jetzigen Namen. Gängige Kurzbezeichnungen sind Amstetten Falcons, oder einfach nur die „Falcons“ (nach dem Wappentier) oder „Falken“. Der Verein spielt seit seiner Gründung in der Oberösterreichischen Landesliga und seit der Saison 2007/08 in der zweithöchsten österreichischen Spielklasse, der 2. Österreichische Basketball Bundesliga. Zu den größten Erfolgen der Falcons zählen drei gewonnene Oberösterreichische Landesmeistertitel sowie der 5. Platz der 2. Österreichische Basketball Bundesliga in der Saison 2008/09 und die Teilnahme am Viertelfinale des Österreichischen Basketball Cups in der Saison 2007/08.

## Geschichte

### 1970–1999
Der Verein wurde in Amstetten 1970 gegründet. Als Gründerväter fungierte eine Gruppe von Sportlern aus dem nahe gelegenen Grein an der Donau, wo bereits seit 1979 im Meisterschaftsbetrieb Basketball praktiziert worden war. Der Grund für die Übersiedlung von Grein nach Amstetten lag an der kleinen Greiner Halle, die nicht mehr den Vorschriften der Basketballregeln entsprach. Ersatz wurde im Turnsaal im Amstettner Gymnasiums gefunden. 1986 wurde der Union Basketball Club (UBBC) Amstetten als eigenständige Sektion der Amstettner Sportunion gegründet. Schon in den 90er-Jahren hatte der UBBC um den mehrfachen Landesliga-Topscorer Andreas Kastenhofer auf sich aufmerksam gemacht, zum Titel in der höchsten Spielklasse des Landes hatte es aber nie gereicht. Gegen Ende der 90er-Jahre war der Amstettner Basketball geprägt von Auf- und Abstiegen zwischen der Oberösterreichischen Landesliga und der 1. Klasse.

### 2000–2010
Als Antwort auf die absehbaren Probleme im Bereich der Spieleranzahl sowie der Finanzierung wurde in der Saison 2001/02 intensiv an einem neuen Konzept gearbeitet, welches in der nachfolgenden Saison 2002/03 erstmals umgesetzt wurde. Die „Sportunion AGes-Bau Amstetten Falcons“ waren geboren – mit neuem Auftritt, neuem Dress, neuer Halle und neuem Vorstand. Durch ein Sponsorenkonzept konnte mit vielen Unterstützern eine längerfristige Kooperation eingegangen werden, was die Planungssicherheit der Sektionsverantwortlichen erhöhte. Dadurch war es möglich langfristige Konzepte wie die Jugend- und Trainerarbeit umzusetzen.
Auf sportlicher Ebene war mit der Übernahme der Traineragenden der Falcons A-Mannschaft durch Coach René Bremböck ein erster Schritt in Richtung „Professionalisierung“ getan. Die Zielsetzungen der ersten Saisonen begannen mit der Etablierung in der OÖ Landesliga. Mit zunehmenden Erfolg und sportlicher Leistung war es dann ab der Saison 2006/07 erklärtes Ziel, den Oberösterreichischen Landesmeistertitel erstmals nach Amstetten zu holen. Ein Ziel, das bereits in der darauf folgenden Saison 2007/08 erstmals realisiert werden konnte. Seither sind die Sportunion Amstetten Falcons ungeschlagener Meister in Oberösterreich.
Mit 18. Jänner 2007 wurde die Sektion Basketball ein eigener Zweigverein der Sportunion Amstetten. Mit der Neugestaltung der 2. Österreichische Basketball Bundesliga in der Saison 2007/08 eröffnete sich für die Amstettner Basketballgemeinde eine Möglichkeit, ihre sportlichen und organisatorischen Ziele noch ein weiteres Stück anzuheben. Gleich von Beginn an waren die Falcons dabei und schafften in der ersten Saison den 6. Platz in der Division Ost. Bereits in der nächsten Saison 2008/09 konnten die Falken den 5. Platz der gesamten 2. Österreichische Basketball Bundesliga erreichen. Dies stellt gleichzeitig auch den bisherigen Höhepunkt in der zweithöchsten Spielklasse dar.

### Ehemalige Spieler der Falcons
- Chidi Ajufo[2]
- Stefan Ortmann[3]
- Chris Session[4]
- Jan Selinger
- Johanne DelPozo
- Edison Inoa Gil
- Bernhard Bruckner[5]

## Vereinsstruktur

### Vereinsvorstand
Obmann ist seit 2002 Gerhard Sengstschmid unter dessen Ägide auch der Wandel vom UBBC Amstetten zu den Falcons vollzogen wurde. Unterstützt wird er von einem 5-köpfigen Vorstandsteam (Obmann-Stv., Schriftführer + Stv., Finanzreferent + Stv.). Zudem stehen mehrere erfahrene Persönlichkeiten aus Wirtschaft und Politik den Vorstand zur Seite. Nachwuchskoordinator und Chef-Trainer der Falcons A ist René Bremböck.

### Sponsoren
Sponsoren des Vereins sind das Citycenter Amstetten,  MGG, Volksbank NÖ, Umdasch Group, Mostviertel Fernsehen, Kommunikationsagentur Sengstschmid sowie die Sportstadt Amstetten. Der Hauptsponsor ist Teil des Namens im Verein. Daneben gibt es langjährige Sponsoren aus verschiedenen Branchen sowie zahlreiche private Unterstützer.

## Bundesligakader 2010/11

### Transfers 2010/11
| Zugänge: | Abgänge:                                                                                                  |
| Sommer 2010 | Sommer 2010                                                                                               |
| --- | --- |
| - Andreas Friedwagner (Forward/Center) - Florian Duck (Guard) - Andreas Bauch (Guard/Forward) - Adis Mamela (Forward/Center) | - Chidi Ajufo (Forward) - Jan Selinger (Forward) - Maximilian Thurner (Guard) - Sebastian Thurner (Guard) |
| Winter 2010 / Frühjahr 2011                                                                                                  | |
| | - Mario Merzinger (Guard)                                                                                 |

| Spieler | Spieler    | Spieler               | Spieler | Spieler | Spieler | Spieler               |
| Nr.     | Nat.       | Name                  | Geburt  | Größe   | Info    | Letzter Verein        |
| ------- | ---------- | --------------------- | ------- | ------- | ------- | --------------------- |
| 5       | Osterreich | Gerald Klaghammer     | 1981    | 179     |         |                       |
| 6       | Osterreich | Alexander Furtner     | 1990    | 182     |         |                       |
| 7       | Osterreich | Stefan Kerschbaummayr | 1984    | 185     |         | UBC St. Pölten        |
| 9       | Osterreich | Jasmin Marevac        | 1988    | 186     |         |                       |
| 12      | Osterreich | Florian Duck          | 1990    | 180     |         | Basketdragons Mödling |
| 18      | Osterreich | Georg Rülling         | 1992    | 185     |         |                       |
|         |            | Forwards (SF, PF)     |         |         |         |                       |
| 8       | Osterreich | Roland Bremböck       | 1986    | 186     |         |                       |
| 10      | Osterreich | Clemens Sturm         | 1988    | 185     |         |                       |
| 13      | Osterreich | Andreas Bauch         | 1985    | 191     |         | UBC St. Pölten        |
| 15      | Osterreich | Jürgen Brandner       | 1991    | 191     |         |                       |
| 16      | Osterreich | Patrick Hofbauer      | 1989    | 180     |         |                       |
|         |            | Center (C)            |         |         |         |                       |
| 11      | Osterreich | Andreas Friedwagner   | 1991    | 200     |         | WBC Wels              |
| 14      | Osterreich | Adis Mamela           | 1990    | 198     |         | Oberwart Gunners      |

| Trainer    | Trainer       | Trainer  |
| Nat.       | Name          | Position |
| ---------- | ------------- | -------- |
| Osterreich | René Bremböck | Trainer  |

| Legende                | Legende   |
| Abk.                   | Bedeutung |
| ---------------------- | --------- |
| Quellen                |           |
| Teamhomepage           |           |
| Stand: 5. Oktober 2010 |           |

| Legende                | Legende   |
| Abk.                   | Bedeutung |
| ---------------------- | --------- |
| Quellen                |           |
| Teamhomepage           |           |
| Stand: 5. Oktober 2010 |           |

### Aktuelle Starting Five
| Point Guard  | Shooting Guard        | Small Forward   | Power Forward | Center      |
| ------------ | --------------------- | --------------- | ------------- | ----------- |
| Florian Duck | Stefan Kerschbaummayr | Roland Bremböck | Andreas Bauch | Adis Mamela |

## 2. Bundesliga-, Cup- und Landesliga-Saisonbilanzen
- Viertelfinalteilnehmer Österreichischer Basketball Cup in der Saison 2007/08[7]
- 5. Platz 2. Österreichische Basketball Bundesliga in der Saison 2008/09
- 3× Landesmeister der Oberösterreichischen Landesliga (2007/08, 2008/09, 2009/10)

### Trainer
- u. a. Matthias Dobsicek, Wolfgang Viklicky, Gerhard Sengstschmid (bis 2001/02)
- René Bremböck (2002–heute)
- Roland Bremböck (2009-heute) Nachwuchs
- Jasmin Marevac (2010-heute) Nachwuchs

## Spielort
Die Johann Pölz Halle liegt in Amstetten und ist ein Veranstaltungszentrum mit Theatersäalen, einer Sport- und einer Eishalle. Die Sporthalle fasst auf den vorhandenen Tribünen rd. 1000 Zuschauer, für die Heimspiele der Falcons in der 2. Bundesliga werden jedoch nur 2 der insgesamt 3 Hallen und Tribünenteile verwendet. Die Johann Pölz Halle ist auch Austragungsort der Heimspiele des SG VCA Hypo Niederösterreich in der 1. Österreichischen Volleyball-Bundesliga Zweites Zuhause ist die CCA Turnhalle der Schulschwestern Amstetten, welche im Shopping-Center CCA integriert ist. Hier finden vorwiegend die Landesliga- und Nachwuchsspiele statt.

## Amateurteams
Falcons B
Für alle Spieler (ausgenommen Nachwuchsspieler), die den Sprung in die A-Mannschaft aus zeitlichen, beruflichen oder familiären Gründen nicht schaffen stehen die Falcons B als Mannschaft in der 2. Klasse zur Verfügung. Trainiert wird grundsätzlich nur 1–2 Mal pro Woche. Trainer und Organisator des B-Teams sind Matthias Dobsicek und Stefan Watzinger.
Nachwuchsmannschaften
In der Saison 2010/11 treten drei männliche Nachwuchsmannschaften (U18, U16 und U14) im Meisterschaftsbetrieb des Oberösterreichischen Basketballverbandes an.